# C.A.C. Smith

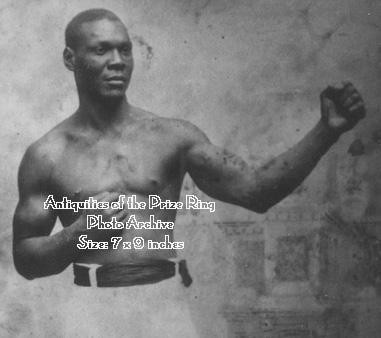
C.A.C. Smith, The Black Thunderbolt

Charles A. C. Smith (Macon, 3 de maio de 1860 - Buffalo, 1º de outubro de 1924) foi um pugilista americano peso-pesado.

## Biografia
Mais conhecido nas arenas como The Black Thunderbolt, Smith foi um pugilista negro que lutou entre 1879 e 1903.
Smith não foi um boxeador de grande glórias, no entanto, ao longo de sua carreira, lutou contra alguns dos boxeadores mais importantes de sua época, tais como George Godfrey, Joe Choynski e Peter Maher.
Dentre as mais de quarenta vitórias que Smith obteve em toda sua carreira, destaca-se uma contra Charles Hadley, que se dizia ser o campeão negro dos pesos-pesados em 1884, ano em que ocorreu esta referida luta.
Todavia, Smith não se tornou campeão mundial negro dos pesos-pesados, haja vista que, à época da luta entre Hadley e Smith, o detentor do título era George Godfrey. 